# Akademija ilirskog jezika u Rimu
Akademija ilirskoga jezika ili Ilirska akademija (lat. Academia linguae Illyricae) je bila akademija hrvatskog jezika koja se nalazila u Rimu.

## Povijest
Utemeljena je prosinca 1599. godine. Osnovana je prema osobnoj preporuci pape Klementa VIII. Djelovala je pri isusovačkom Rimskom kolegiju sve do 1604. godine.
Glavni cilj ove ustanove bilo je učenje hrvatskog jezika. Učitelji na toj akademiji su bili Aleksandar Komulović i Bartol Kašić. Kašić je na ovoj akademiji poučavao još kao rimski student, a za ovu je ustanovu napisao svoje djelo Institutiones linguae lllyricae.
Papa Urban VIII. je poslije model ove akademije obvezao za ina sveučilišta dekretom od 16. listopada 1623. kojim je obvezu učenja ilirskog jezika unio u nastavni program za cijelu Europu, poimence navevši ova sveučilišta: Bolognu, Padovu, Beč, Ingolstadt, Köln, Louvaine, Pariz, Toulouse, Valenciju, Salamancu i Alcalu de Henares kod Madrida.